# Ritratto di Giuseppe Verdi
Il Ritratto di Giuseppe Verdi è un dipinto di Giovanni Boldini, realizzato a pastello nel 1886 e conservato nella Galleria Nazionale d'Arte Moderna e Contemporanea di Roma

## Storia
(Marina Mattei)

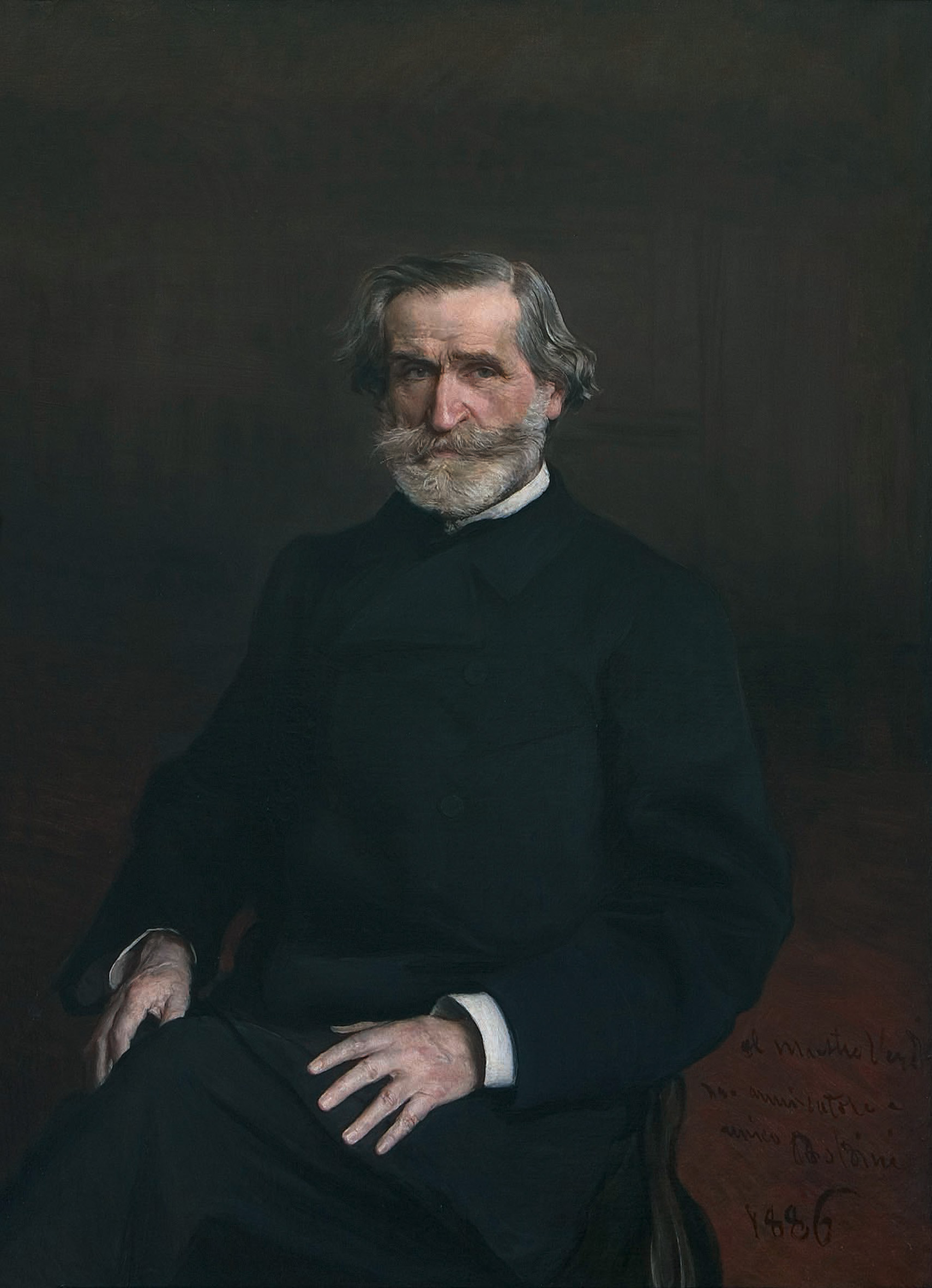
Il primo ritratto che Boldini consacrò a Giuseppe Verdi, oggi custodito presso la Casa di Riposo per Musicisti di Milano

Nonostante certa critica insista nello stigmatizzare l'amicizia tra Boldini e Giuseppe Verdi come una mera millanteria di tipo pubblicitario da parte del pittore, in realtà la documentazione pervenuta testimonia che i due erano legati da vicendevole stima. Malgrado Boldini non fosse in possesso di una solida erudizione musicale, egli considerava Verdi alla stregua di un «idolo» e non cessava mai di informarsi sulle sue vicende biografiche e liriche.
Significativo, in tal senso, il carteggio che legò Boldini a Emanuele Muzio, un compositore che, essendo l'unico allievo e assistente di Verdi, agì come trait d'union tra i due. Il compositore italiano, poco incline all'autocelebrazione (anche se pittorica), fu persuaso a posare per il peintre italien de Paris dopo aver visionato il boldiniano Maestro Muzio sul podio, ritraente per l'appunto Muzio con una bacchetta in mano mentre dirige un concerto. Impressionato dalla spontaneità dell'opera, Verdi dalla sua tenuta di Sant'Agata avrebbe inoltrato a Muzio questo spumeggiante commento: «Caro Emanuele, accetto! E ringrazio voi e il sig. Boldini del bel ritratto che vi ha fatto». Muzio, preso dall'entusiasmo, avrebbe poi scritto a Boldini:
(Emanuele Muzio)
Da Nizza Muzio avrebbe annunciato a Verdi la disponibilità del pittore per il ritratto: «Boldini è nella gioia al solo pensare che Egli accettò. Mi disse è una cambiale che vorrei pagasse presto». Soddisfatto, Boldini avrebbe intrapreso l'esecuzione del ritratto solo due anni dopo la commissione: in questo pur lungo arco di tempo, tuttavia, la simpatia che legava i due non scemò affatto, tanto che Boldini nel 1884 assistette all'Aida e nel Natale dello stesso anno fu a Genova, ospite di Verdi e di Muzio.
Fu solo nella primavera del 1886 che Verdi, accompagnato dalla moglie Giuseppina e da Muzio, si recò nell'atelier dell'artista, al n. 11 di place Pigalle. La prima seduta di posa non fu affatto convincente. Verdi, infatti, in quel giorno era particolarmente irritabile e nervoso perché oberato di impegni, e per di più non seppe tenere a freno la sua indole ciarliera, tanto che parlava continuamente di lavoro con Muzio, alterando dunque la posa e il processo pittorico. A questa sostanziale insofferenza del compositore andavano aggiunte anche l'emozione di Boldini e le continue lamentele di Giuseppina Strepponi, scontenta delle condizioni luminose dell'atelier, a suo giudizio inadeguato per un pittore di tale spessore. La prima versione del Ritratto di Giuseppe Verdi raffigurava il compositore in un atteggiamento austero e sicuro di sé, immerso in una luce che indugia in particolar modo sulle mani, adagiate sulle ginocchia.
Questo dipinto, oggi custodito presso la Casa di Riposo per Musicisti di Milano, lasciò amareggiati sia il pittore che il compositore, il quale era particolarmente perplesso soprattutto sulle eventuali spese di trasporto che avrebbe dovuto sostenere, definendo la questione «un bel pasticcio» (Boldini, d'altro canto, fraintese e pensò che fosse il dipinto a essere un «pasticcio»). Composto questo malinteso, Boldini implorò il compositore di concedergli un'ultima seduta di posa, in modo da «rifarsi del cattivo risultato dell'opera precedente»: fu così che il 9 aprile 1886, in sole due ore, nacque la versione definitiva, unanimemente considerata uno dei vertici massimi dell'iconografia verdiana. Anche il compositore rimase profondamente colpito e, terminata la seduta di posa, si fermò a colazione presso l'atelier del pittore, intento nel frattempo negli ultimi ritocchi. Lo stesso Boldini fu pienamente soddisfatto del suo lavoro e lo conservò gelosamente con sé per tutta la sua vita, ritenendolo uno dei pochi suoi dipinti dove il suo talento artistico era espresso fino alle sue più piene potenzialità: non lo vendette neanche al principe di Galles, che si dichiarò persino disposto a concedere al pittore una consistente somma in denaro. Oggi il pastello è custodito presso la Galleria nazionale d'arte moderna, a Roma.

## Descrizione

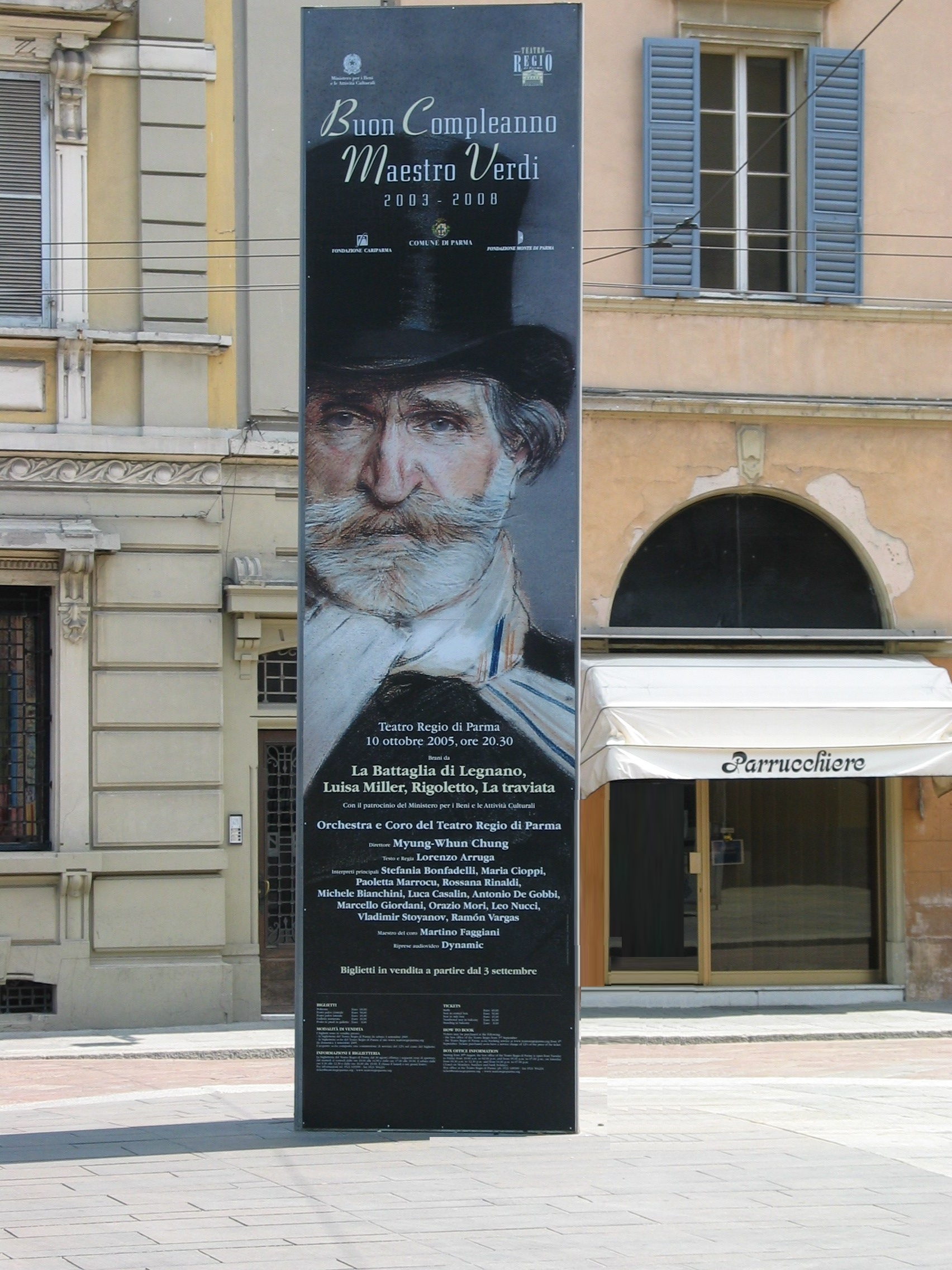
Un totem celebrativo dell'anniversario del genetliaco di Verdi

Il pastello raffigura Giuseppe Verdi frontalmente a mezzobusto. Il maestro indossa il suo famoso paltò, una sciarpa di seta annodata al collo e l'alto cilindro nero e lucido posato sul capo: il suo abbigliamento, curato e mondano, è segno della sua prosperità economica, e la sciarpa in particolare offre una testimonianza del suo impareggiabile estro artistico. L'espressività della sua espressione è palpabile: i suoi occhi limpidi e chiari fissano l'osservatore con curiosità, le narici sembrano quasi fremere, e la lieve fragranza del volto si stempera nella barba bianca e curata, resa con toni bianchi e con esili linee nere, che conferisce alla composizione una compostezza solenne, quasi ieratica. Lo stesso Verdi, meravigliato dall'acuta caratterizzazione psicologica del viso, riconobbe apertamente «la rassomiglianza e il merito del lavoro», aggiungendo persino che gli sembrava «uno scherzo più che un ritratto serio», forse sorpreso dal piglio del suo alter ego pittorico, così penetrante da sembrare persino caricaturale.
Con il trattamento pittorico differenziato delle varie parti - alcune delineate nei minimi dettagli, altre lasciate allo stato di abbozzo - Boldini restituisce un'immagine di Verdi forte, vibrante, che si impone agli occhi dello spettatore con delicata istantaneità nonostante la sostanziale economia di linee e colori. Dal punto di vista tecnico, invece, l'opera si articola sulle diagonali descritte dai fasci del fazzoletto, elemento rigido che tra l'altro stacca cromaticamente dalle altre parti del dipinto, e sulla direttrice verticale individuata dal dorso del naso, la quale divide in metà il dipinto. In alto a destra, infine, è presente un'iscrizione autografa che consente una precisa datazione dell'opera (9 aprile del 1886).
Scrisse Marina Mattei:
(Marina Mattei)